# Västanfjärds gamla kyrka
Västanfjärds gamla kyrka, eller St. Jacobs kyrka efter prästen som invigde kyrkan, ligger i före detta Västanfjärd kommun på Kimitoön i landskapet Egentliga Finland i Västra Finlands län. Den tillhör Kimitoöns församling inom Evangelisk-lutherska kyrkan i Finland.

## Historia
Gamla kyrkan i Västanfjärd har haft åtminstone två föregångare. År 1623 omnämns första gången ett "predikohus" i Västanfjärd. År 1657 byggdes ett nytt kapell, som hundra år senare var så förfallet att den nuvarande kyrkan började byggas 1759. Arbetet gick raskt undan och 2 september samma år firades den första gudstjänsten i kyrkan. 
En gammal kyrka som denna är vanligtvis fylld av detaljer som berättar om gångna seder och bruk. Så är fallet även i Västanfjärd. En detalj som är värd att notera är att det på kyrkans högra vägg finns knaggar för mössor. Detta betyder att männen satt på högra sidan i kyrkan. Det var nämligen inte lämpligt för dem att ha mössan på i kyrkan. På vänstra sidan, kvinnornas sida, finns inga knaggar för mössor, däremot finns en hylla i bänkraderna där de kunde hålla sina knyten. En annan intressant detalj är bänkarnas numrering i kyrkan. I en förteckning som anger sittordningen i kyrkan ser man i vilken bänk/vilka bänkar varje by hade sina sittplatser. Ju högre upp i kyrkan man hade sin sittplats desto högre status hade man. Det här säger något om forna tiders rangordning. Inte ens i kyrkan ansågs alla ha samma värde.

## Kyrkobyggnaden
Kyrkan uppfördes 1759 enligt ritningar av byggmästaren och kyrkbyggaren Isak Olin från Åbo.Kyrkans form är åttkantig och kyrkan är enkelt inredd och sparsamt dekorerad. Vapenhuset och sakristian byggdes till senare. Ytterväggarna fodrades med brädor. Först 1847 kläddes innerväggarna. Det finns ingen elbelysning eller elvärme i kyrkan.
Klockstapeln bredvid kyrkan byggdes 1763. 
Under 1990-talet har kyrkan och klockstapeln försetts med nya tak. Bärande golvkonstruktioner har förnyats och såväl kyrka som klockstapel har målats med hemkokt rödmyllefärg.